# باتنة
باتنة  مدينة وبلدية تابعة إقليميا إلى دائرة باتنة بولاية باتنة الجزائرية.

## الموقع
تقع المدينة في جبال الأوراس شمال شرق الجزائر. يحد بلدية باتنة من الشمال كل من سريانة وفسديس، من الشمال الشرقي فسديس، من الشرق عيون العصافير، من الجنوب الشرقي تازولت، ويحدها وادي الشعبة من الجنوب والغرب، ووادي الماء من الشمال الغربي.

## الجغرافيا

### التضاريس
تقع مدينة باتنة في منخفض وسط جبال. تحدها من الشمال سلسلة جبال البلزمة والتي تعلوها قمة الشلعلع 2178 م. من الشرق والغري سهول وهضاب أما من الجنوب فترتفع جبال الأوراس الشامخة والتي تمثل قلب الأوراس.

### المناخ
مناخ مدينة باتنة شبه رطب ورطب في المرتفعات. تتراوح درجات الحرارة بين 0 و 4 درجات مئوية في جانفي نهارا وفي المناطق الجبلية تتراوح بين -5 و 0 و 3 أو 4 درجات مئوية نهارا و 35 درجة في جويلية نهارا وفي في المناطق الجبلية كشيليا واشمول تتراوح بين 2 5 و30 درجة نه اراوفي بعض الأحيان تتراوح بين 1 3 و20 درجة نهارا. خلال الشتاء تنزل الحرارة إلى أقل من الصفر ليلا مع تكون الجليد تصل إلى -6. وفي المناطق الجبلية كاشمول اريس ثنية العابد اينوغيسن تتراوح بين -10 و-15 درجة ليلا وأي ابرد المناطق في الجزائر حيث تصعب الحركة والعمل أما في فصل الصيف فيمكن أن تصل إلى 25 درجة مئوية في الظل وتتراوح بين 1 0 و15 درجة تصل إلى 20 درجة ليلا في المناطق الجبلية أما باتنة تتراوح بين 1 5 و22 درجة ليلا.
|متوسط سقوط المطر فيبلغ حوالي 800 مم في السنة، وفي المناطق الجبلية تتعدى 1000 مم أما الثلج فيسقط خلال أيام الش تاءمن أواسط أكتوبر أو اواخره شأر اواشهر خر أفريل ويمتد إلى شهر ماي في بعض الأحي ان.قىيبق الثلج إلى غاية وقت الحصاد.

## اللغة
يتكلم سكان المدينة اللغة الأمازيغية الشاوية إلى جانب العربية الدارجة. وتستخدم اللغة العربية الفصحى في المحررات والمواثيق الرسمية، كما ينص دستور الدولة.

## التاريخ

### النشأة

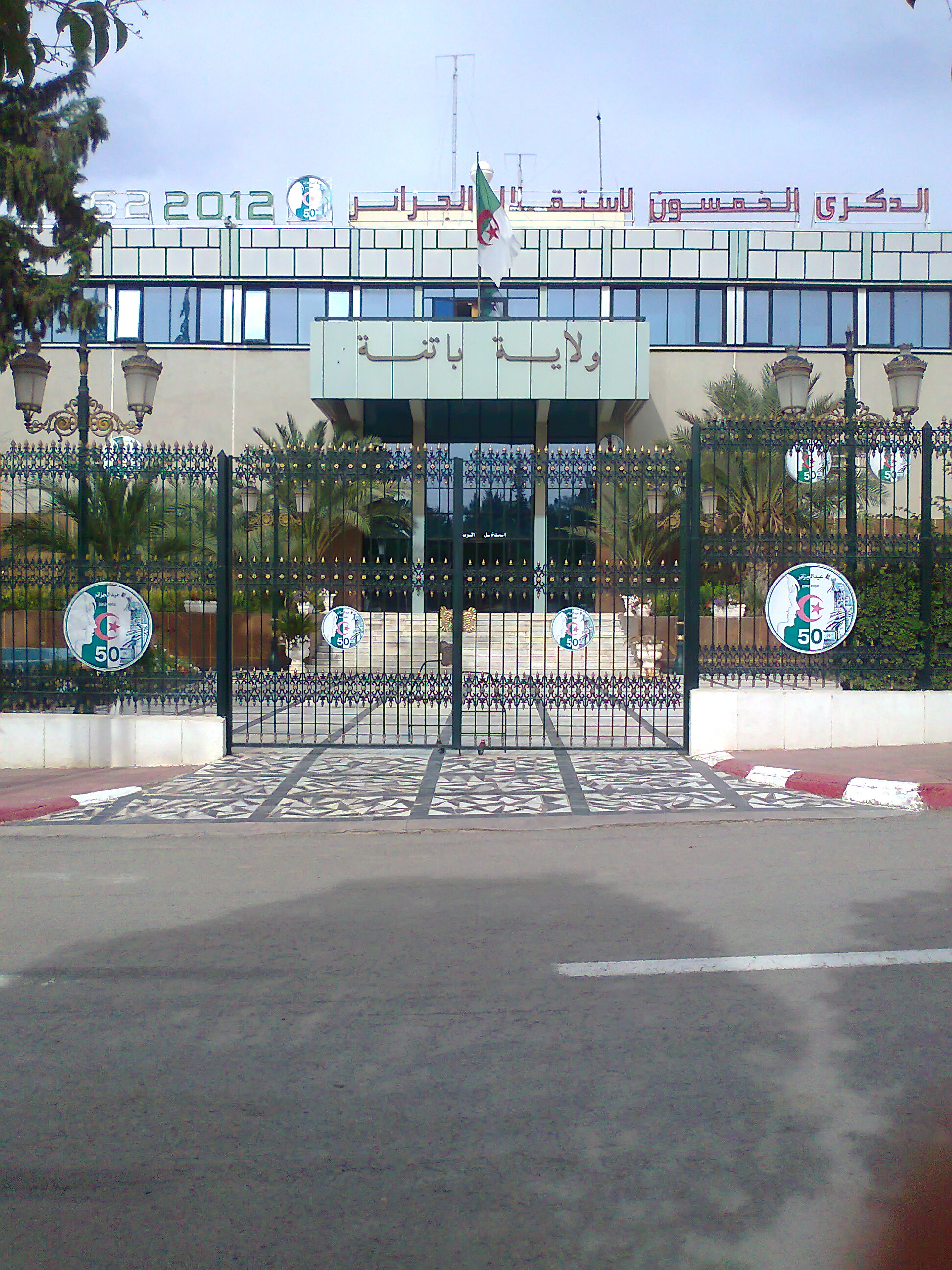
المقر الولائي في وسط المدينة.

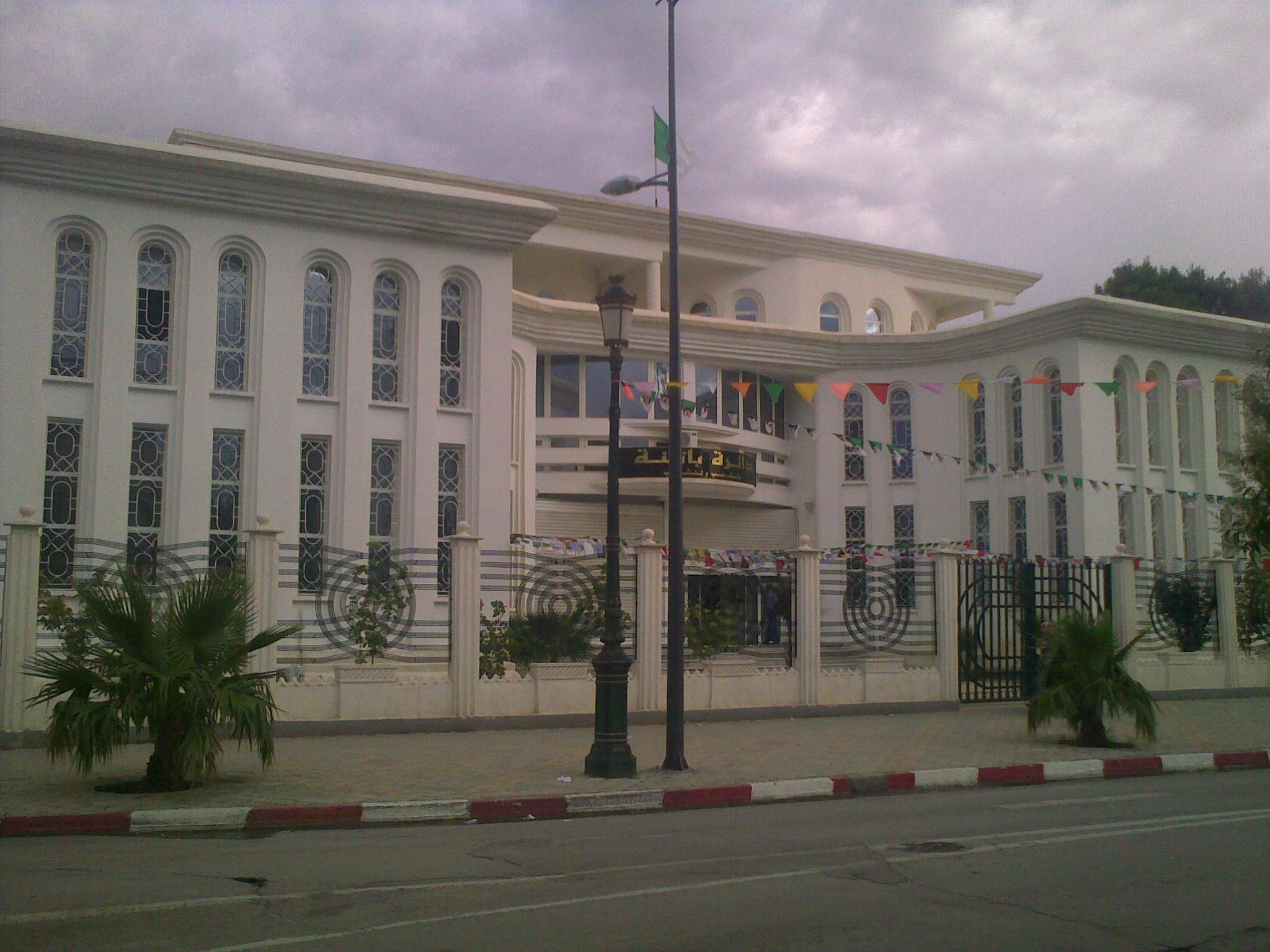
مقر دائرة باتنة في وسط المدينة.

مدينة باتنة، مدينة قبيلة أولاد شليح سابقًا، بحسب المقرر الحضري. حدود قبيلة أولاد شليح دائرة باتنة. رقم 1351. (جلسة 23 يناير 1867) (مستشار مقرر حضري. تعيين حدود قبيلة أولاد الشليح ، دائرة باتنة ، رقم 1351. اجتماع 23 يناير 1867 )، حسب الأرشيف الرسمي للجمهورية الفرنسية فإن مدينة باتنة بنيت فوق أراضي قبيلة أولاد شليح السكان الأصليون لمدينة باتنة.
تؤكد بعض المصادر أن منطقة باتنة كانت من المناطق المأهولة منذ أقدم العصور فهي كانت ضمن أهم مناطق المملكة النوميدية التي كانت عاصمتها سيرتا. وهناك الكثير من الآثار النوميدية التي تقع بالقرب منها كضريح إيمدغاسن مما يدل على أن إنسان المنطقة عرف تطورا حضاريا كبيرا وبعد أن استولى الرومان على نوميديا في القرن الأول الميلادي قام هؤلاء بإنشاء ولأغراض عسكرية وإستراتيجية عدة طرق ومسالك حربية كانت تربط بين سلسلة الحصون الدفاعية التي شيدوها للاحتماء بها حين يهاجمون من قبل الثوار من أبناء نوميديا، والمعروف أن هذه المسالك أو الطرق كانت في القرن الميلادي الأول تمر شمال جبال أوراس النمامشة وجبال الأوراس وجبال ونوغة.
ثم بعد ذلك أي في القرن الثاني الميلادي خصوصا في عهد الإمبراطورين الرومانيين تراجان وهادريان تقدمت خطوط الليمس الرومانية شيئا فشيئا وهذا ما أدى إلى ضرورة صيانة هذه المسالك وقد قام الأباطرة الرومان من بعدهم بتجديدها وتحسينها على مدى فترة ثلاثة قرون وكانت الفرق الرومانية تستعملها عند الحاجة لحماية حدود المستعمرة من هجمات قبائل الجيتول المتواجدة بالجنوب أو السكان الجبليين الذين ضلوا يهاجمون الحصون الرومانية فقد تعرضت مدينة تيمقاد للحرق والتخريب عدة مرات.ومن أهم هذه المسالك نذكر طريقا رئيسيا كان ينطلق من إقليم الجريد بالجنوب التونسي ويمر ببسكرة لينقسم بعد ذلك إلى فرعين احدهما يمر بالقنطرة وباتنة لينتهي في معسكر لمبازيس— تازولت —. حيث كانت ترابط الفرقة الرومانية الثالثة الشهيرة. [بحاجة لمصدر]
أما الطريق الثاني فكان يشق الحضنة لينتهي في – عوزية—سور الغزلان وشلالة العذاورة، بعد أن يمر بطبنة ومقرة وقد ضلت هذه المسالك مستعملة لمدة طويلة حثي بعد الفترة الرومانية حيث داومت القوافل التجارية والعسكرية على عبورها.
فباتنة كانت في تلك الفترة منطقة واقعة ضمن المناطق المحروسة من طرف الفرقة الرومانية الثالثة المقيمة بحصن لمبازيس وقد انتشرت من حول لمبازيس عدة ضيعات كان يمتلكها جنود رومانيون جلهم تم تسريحهم من الخدمة وربما تحت تراب باتنة اليوم تقبع أثار لو اكتشفت فستساعدنا على معرفة المزيد عن تاريخ المكان الذي بنيت به.
وكانت إقامة العسكريين القدامى والذين تم تسريحهم من الخدمة مألوفة في بدايات الاحتلال الروماني فقد ادخل أغسطس مثل هذه المستوطنات في مملكة يوبا الثاني الحليفة أما كلود فقد أقام لجنوده في ابيدوم نوفوم. ونيرفا في سطيف أما تراجان فقد أقام جنوده في تيمقاد..لكن وعلى ما يبدو كانت هناك ناحية مفضلة في هذا الشأن بصفة خاصة ففي عهد الانطونيين ََANTONINS.
وفي السهول التي تحيط بحصن لامبازيس من الشمال والشمال الغربي أقام عدد كبير من الجنود المسرحين في ديانا - زانة حاليا - ولاماسبا - مروانة وفي لامبيريدي وكذلك كازا CASAE المعذر حاليا
وهناك آثار كثيرة لا تزال قائمة إلى يومنا هذا كدليل على تلك المكانة الخاصة التي كانت تحضي بها المنطقة حينها ومدي أهمية موقعها.
أما في الفترات اللاحقة فقد ضلت باتنة من أهم النقاط التي تمر بها القوافل التجارية القادمة من قسنطينة والمتجهة نحو أعماق إفريقيا وقد ذكر الأستاذ العربي الزبيري في كتابه (التجارة الخارجية للشرق الجزائري في الفترة ما بين 1830-1792) ما يلي (....فإن طريق قسنطينة يمر بعين مليلة وباتنة وبسكرة قبل أن يصل إلى محطة الفيض حيث تنقسم القافلة فيذهب الجزء الأول إلى غدامس ويسلك نفس طريقها إلى كانو. ويتجه الثاني إلى ورقلة عبر تماسين ثم ياخذ مسلكها إلى تمبكتوا أو كانو....)
وبعد أن تمكن الأتراك من بسط نفوذهم على الشرق الجزائري حاولوا أن يخضعوا منطقة الأوراس لسلطتهم إلا أنهم فشلوا وبقيت المنطقة محافظة على استقلالها الداخلي ورغم أن البايات الأتراك قاموا بشن عدة هجمات إلا أنهم لم يفلحوا في فرض سلطتهم على سكان الأوراس بالقوة
لذلك نجدهم قد غيروا استراتيجيهم وقاموا بانتهاج سياسة المهادنة وعقد تحالفات مع بعض القبائل والعشائر الاوراسية ومنحوها امتيازات كبيرة وبذلك تمكنت سلطة البايلك من تحويل هذه القبائل إلى ما يعرف بقبائل المخزن ومع مرور الوقت أصبحت قبائل المخزن هذه قوة حربية هامة ساهمت في تطبيق سياسة بايات قسنطينة ومن أهم القبائل المخزنية التي اشتهرت بالمنطقة قبيلة الزمول التي اقتطعت الأراضي الصالحة للزراعة والرعي وتولت حراسة الممرات الجبلية بداية من عين مليلة إلى غاية القنطرة مرورا بباتنة وكذلك كتلة بلزمة برمتها والزمول عبارة عن خليط من العشائر وبعض الزنوج استقدموا إلى المنطقة من طرف الأتراك وكلمة الزمول مأخوذة من لفظ الزمالة والذي هو في أصله كلمة أو لفظ أمازيغي يعني معسكر أو جيش - تازمالت-ومنها زمالة الأمير عبد القادر وهذا التفسير وارد في القاموس العربي الأمازيغي للأستاذ محمد شفيق.
والى جانب هذه القبائل المخزنية أقام الأتراك عدة حاميات عسكرية بالمدن الرئيسية آنذاك مثل تبسة وبسكرة وكانت حامية بسكرة تتولي مراقبة الجهات الجبلية مثل مشونش منعة والخنقة والقنطرة.
أما حامية تبسة فكانت تقوم بمراقبة تحركات النمامشة إلى جانب ما كانت تقوم به الحامية الرئيسية والمتمركزة بقسنطينة من خرجات منتظمة كانت تعرف عند الأهالي بمحلة الخريف والربيع.
كما أن الأتراك لجئوا إلى استمالة مشيخات الأوراس التي كانت شبه مؤسسات حاكمة لها نفوذها وتأثيرها على الأهإلى بالجهة ومن ابرز تلك المشيخات نذكر مشيخة أولاد بن بوعزيز-.مشيخة أولاد بن بوضياف.وكذلك مشيخة أولاد عبدي وغيرها.
ضف إلى ذلك تلك الأحلاف القبلية التي كانت قائمة حينها
كحلف قبيلتي الحراكتة وأولاد عبد النور وحي كشيدة وقد تولي قيادة مثل هذه الأحلاف بعض القادة من رجال البايلك مثلما هو الشأن بالنسبة لصالح باي الذي كان قد عين قائدا لحلف الحراكتة قبل أن يصبح بايا على قسنطينة.
ولم يهمل الأتراك الزوايا المحلية نظرا لدورها الهام ومكانتها عند الأهإلى فشيوخ هذه الزوايا كانوا يقومون بعدة خدمات اجتماعية وثقافية كإقرار أحكام الشريعة وفض النزاعات والتوسط بين الأعراش المتخاصمة إلى جانب تعليم القرآن وهذا ما جعل حكام البايلك يمنحون امتيازات لشيوخ هذه الزوايا ويرسلون إليهم هدايا ومن الزوايا الشهيرة آنذاك نذكر زاوية بن عباس بمنعة وزاوية أولاد سيدي يحي بواد بني فضالة آخر شيوخها أثناء الحقبة العثمانية هو سيدي أحمد الزروق وزاوية سيدي أحمد بن بوزيد المعروفة بمولي القرقور بالقرب من سريانة آخر شيوخها قبل الاحتلال هو سيدي محمد بن سي بلقا سم
كذلك زاوية بلقاضي التي يعود تأسيسها إلى أحد أبناء بلقاضي الشهير وتقع هذه الزاوية بناحية جرمة عرفت فيما بعد بزاوية بلحاج أخر شيوخها سي محمد بلقاضي ابن سيدي بلقا سم بلقاضي.
إلى جانب الزوايا كان هناك شبه نظام إداري أساسه ما يسمي بشيخ الخلعة حيث كان الشيخ يتسلم منصبه كقايد من طرف سلطة البايلك وفي مقابل هذه التولية يقد م مبلغا ماليا للبايلك وقد قدر في أواخر العهد العثماني بثلاثة آلاف بوجو ريال فضة
وكان شيخ الخلعة يمارس صلاحياته بمساعدة قوة مسلحة تتكون في مجملها من فرسان مسلحين ببنادق وسيوف ويعرفون باسم المزارقية وتكمن مهمتهم أساسا في استخلاص الضرائب وفرض الغرامات إلى جانب مهمتهم الرئيسية والمتمثلة في تنفيذ أوامر البايلك.

## اللغة
يتكلم سكان المدينة اللغة الأمازيغية الشاوية إلى جانب العربية الدارجة. وتستخدم اللغة العربية الفصحى في المحررات والمواثيق الرسمية، كما ينص دستور الدولة.

## السكان
يسكن ولاية باتنة ما يربو عن مليون ومئتي ألف نسمة حيث تضم في بين مختلف بلدياتها حوالي تسعمائة ألف نسمة وتضم عاصمة الولاية حوالي 310 ألف نسمة، تتركز نسبة 68,87 % في التجمعات السكانية الرئيسية و 13,09% في التجمعات الثانوية والباقي على مناطق متفرقة.

## الاقتصاد
خلال السبعينات فضل التوجه الاقتصادي السائد الصناعة وإقامة الهياكل القاعدية الكبيرة (المخطط الخاص لسنة 1969)، مما سمح بإنشاء العديد من المركبات (الجلود، النسيج، الصلب...) والتي تعرف صعوبات جمة الآن.
أما اليوم فتحاول مدينة باتنة النهوض بواقع التنمية بمختلف فروعه وذلك بتنشيط كل الفاعلين والعمل على خلق الفرص الاقتصادية لمختلف شرائح المواطنين وقد ساهم علي بلخير بأموال طائلة في إعادة هيكلة حميع المصانع وإعطائها طاقة دفع جديدة وهو من مواليد مدينة بريكة مدينة العز والجاه.

### النقل والمواصلات
لموقع مدينة باتنة ميزات ذات قيمة، فهي تقع في ملتقى طرق هامة: المحور شمال-جنوب الذي يربط الشمال بالجنوب ومحور شرق-غرب الذي يمر عبر الهضاب العليا.
كما استفادت باتنة بالمطار الدولي مصطفى بن بولعيد الذي يبعد عنها بـ25 كم والذي يربط الولايات الداخلية للوطن وبعض المدن الأوروبية كباريس، ليون، مرسيليا       وإسطنبول.

### التربية والتعليم
تحتوي مدينة باتنة على العديد من المدراس التربوية كثانوية عباس لغرور وثانوية مصطفى بن بولعيد كما تتوفر مدينة باتنة على قطبين جامعيين هما جامعة الحاج لخضر التي تقع في وسط المدينة وجامعة مصطفى بن بولعيد التي تقع في بلدية فسديس.

### الثقافة
ومن المعروف أن ولاية باتنة تستضيف مهرجان تيمقاد كل صيف في تموز / يوليو. هو مشهور دوليا بمهرجان تيمقاد. ويدعى في هذا المهرجان العديد من الفنانين يأتون من جميع أنحاء العالم معظمها أفريقيا وأوروبا والولايات المتحدة (فرنسا، بريطانيا، كندا، المكسيك، الخ.).
- وتمثل الموسيقى العربية في جميع بهاؤها من فنانين من مصر ولبنان وفلسطين والعراق والمغرب وتونس وتركيا... كل هذا يجعل من هذا المهرجان لحظة من الفرح ومرح وودّ. لكل من الباتنيون والسياح الذين يسافرون لهذه المناسبة. *المهرجان يقام في مسرح أنقاض جالو الرومانية تيمقاد، والتي تصنف ضمن التراث العالمي من قبل اليونسكو، مما يسهم في ارتفاع أسهمها في نظر السياح.

### السياحة
تتمتع باتنة بأماكن سياحية كثيرة:
- غوفي

يقع الموقع الطبيعي غوفي في قلب الأوراس ليس بعيدا من مدينة باتنة وباتجاه مدينة بسكرة تقع شرفات غوفي وسط ديكور طبيعي خلاب حيث يشبهها العارفون في أمور السياحة بمنطقة الكولورادو الأمريكية، لكن ديكور شرفات غوفي أكثر تنوعا وجمالا، حيث تمتد سلاسل صخرية في تموجات بديعة ترتفع من أسفل الوادي بعلو 60 مترا، وقد حفرت العوامل الطبيعية أخاديد وبيوتا حجرية بديعة في الصخر المتناظر على ضفتي الوادي.
- الحظيرة الوطنية بلزمة:

هي عبارة عن متحف حقيقي على الهواء الطلق تعطي ثروة سياحية هامة بالنظر إلى موقعها الجغرافي وغنائها الطبيعي، تقع على بعد 7 كم شمال غرب مدينة باتنة في منطقة تسمى بلزمة أين توجد فيها قمم جبلية وتتربع على مساحة 26250 هكتار، الحظيرة تحتوي على ثروات نباتية وحيوانية فريدة من نوعها حيث تحتوي على حديقة حيوانات «جرمة».
- جبال الأوراس:

ارتبطت جبال الأوراس بالثورة التحريرية الجزائرية ضد الاستعمار الفرنسي فهي المدينة التي انطلقت بها أول رصاصة لإعلان الثورة التحريرية. وهي منطقة تجمع التنوع الطبيعي بين الجبال الصخرية والطبيعة الخضراء وبين الثلوج في لوحة لا تكتمل ملامحها إلا في الأوراس الشامخ. أهم جبالها: جبال شليا 2388 م وإشمول 2320 م المتميزتين بكثافة غاباتهما وثلوجهما شتاء والإخضرار ربيعا وصيفا وخريفا. وفيها أيضا عدة أودية أهمهما واد عبدي الذي يبرز من جبال المحمل الشامخة 2341 م إلى أدنى الصحاري في بسكرة والوادي الأبيض من شليا وإشمول إلى الصحاري.
- لمبازيس:

بين تيمقاد ومدينة باتنة وعلى نفس الطريق الوطني 88 المؤدي إلى تيمقاد تقع مدينة لمباز أو لمبازيس التي كانت فيما مضى قاعدة الفيلق الثالث وعاصمة نوميديا العسكرية الرومانية.
- مدغاسن:

على بعد حوالي 35 كم شمال شرق مدينة باتنة يقع ضريح مدغاسن الذي يعود تاريخ تأسيسه إلى القرن لثالث قبل الميلاد يتواجد ضريح (مدغاسن) ببلدية بومية دائرة المعذر ولاية بـاتنة فوق هضبة. مما جعـله يترائى من بعيـد ويتوسط مقبرة.. فمدغاسن ضريح يمتد على 59 مترا والارتفاع الإجمالي للمبنى يبلغ 19 مترا وقد استخدم في عمارة البناء عناصر معمارية ممتزجة بالطابع الشرقي الإغريقي وفقا للعلاقات التي كانت تربط شمال إفريقيا بالعالم الخارجي.

### الصناعة

#### الصناعات التقليدية
تشكل التلاليس والزرابي المصنوعة من شعر الماعز والصوف، المزخرفة بخطوط عرضية وبأشكال فنية رائعة أهم الصناعات النسيجية. في حين تشكل الحلي الفضية المرصعة بالجواهر أهم مصوغ المرأة الأوراسية تتزين به في الأعراس، الحفلات والمناسبات.
تتميز النساء الأوراسيات ذوات اللون الخمري، بالتزين بالقطع الفضية العديدة المزينة بالأشكال الفنية ذات القيم الرمزية، لباسهم الجميل الذي يتمثل في الملحفة المزخرفة بألوان الورود الزاهية وأناملهم الذهبية التي تصنع الكسرة والبربوشة وما لذ من الطعام التقليدي.
الفلكلور:
يشكل الفلكلور اللوحة الفنية الأوراسية الأصلية فمن فن الفروسية وكيفية إسراج الخيل البربري إلى فن الصيد. تتميز الفرق الفلكلورية بأغانيها الشعبية بطرب الناي، البندير وحتى الزرنة التي ترقص على أنغامها راقصات أوراسيات.

### الزراعة
تمتاز منطقة باتنة في مجال الزراعة ببعض الفواكه اهمها المشمش الذي يعتبر حسب راي جميع الجزائريين اجود أنواع المشمش في الجزائر وكذلك التفاح المعروف في السوق الجزائرية باسم التفاح الشاوي ومن أهم البلديات التي تعرف بهذه الفواكه بلدية اريس ونقاوس وتكوت.
حتى اشجار البلوط منتشرة بكثرة في جبال الاوراس أي في الغابات الباتنية التي هي مكسوة باشجار البلوط والصنوبر.

## الإعلام
- إذاعة باتنة
- البث الحي للإذاعة باتنة

## الرياضة

### كرة القدم
تعتبر كرة القدم أحد أهم الرياضات المتابعة من طرف سكان المدينة وتحتوي مدينة باتنة على فريق شباب أوراس باتنة والفريق الجار مولودية باتنة الشعبية بالإضافة لنادي أولمبي باتنة، بدون أن ننسى نادي أمل مروانة الناشط في الدرجة الثانية المحترفة.

### كرة اليد
كما تعرف ولاية باتنة بفريق مولودية مؤسسات باتنة لكرة اليد والحائز على دوري أبطال أفريقيا لكرة اليد سنة 1995 وهو فريق أنجب العديد من اللاعبين الممتازين والذين ساهموا في نجاحات المنتخب الوطني.. كما تضم فريقين حديثي النشأة هما أهلي مدينة باتنة (AMB) والإقامة الجامعية مهداوي خديجة (Rumk).

## الطبخ

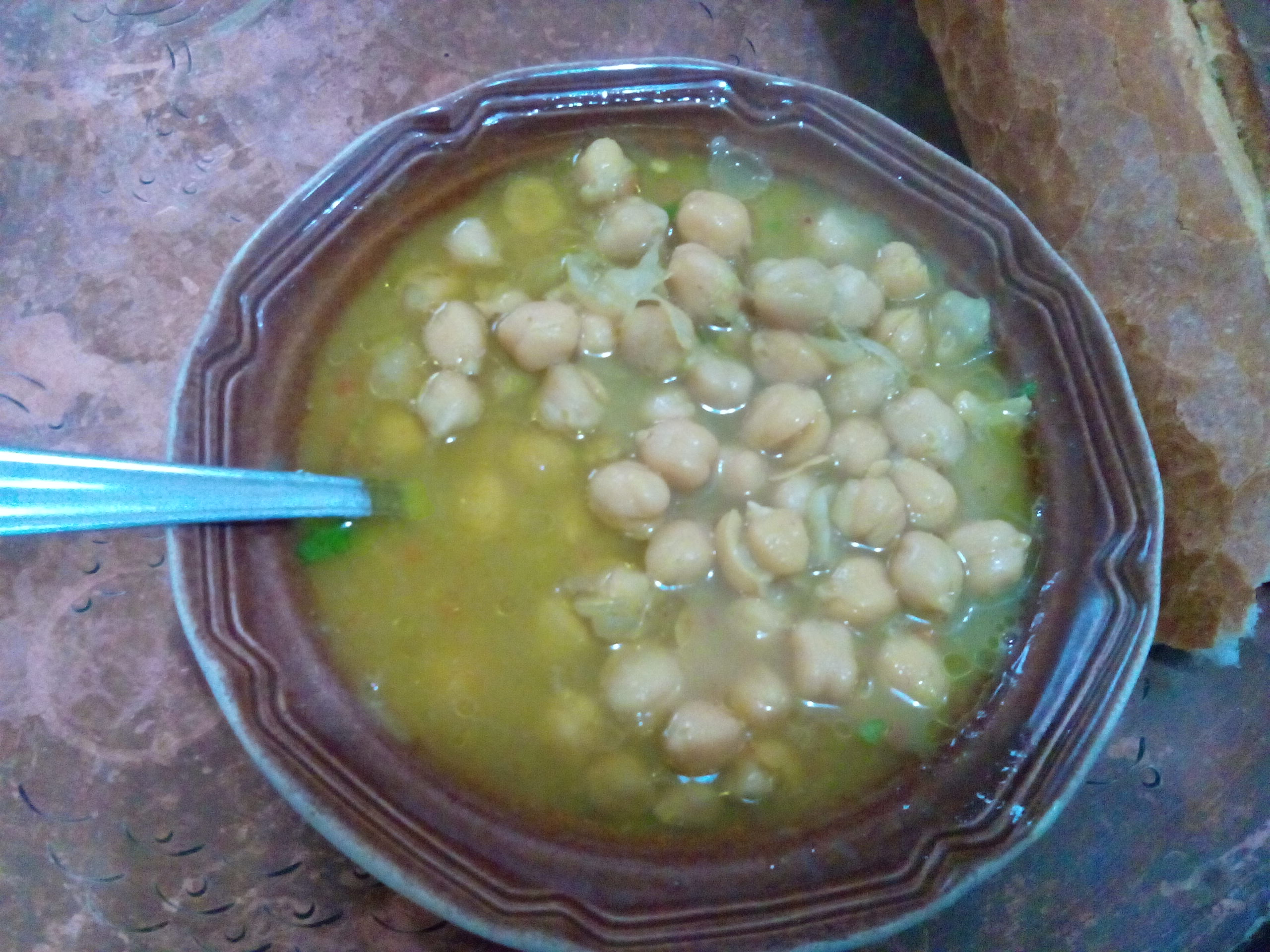
دوبارة

تعرف ولاية باتنة ببعض المأكولات في المناسبات المحلية والدينية وهي الشخشوخة والكسكس المعروف بالبربوشة وبالشاوية أبربوش والشرشم المعروف بالشاوية بكلمة إيرشمن .

## أهم معالم الخاصة بالمدينة
مسجد أول نوفمبر:

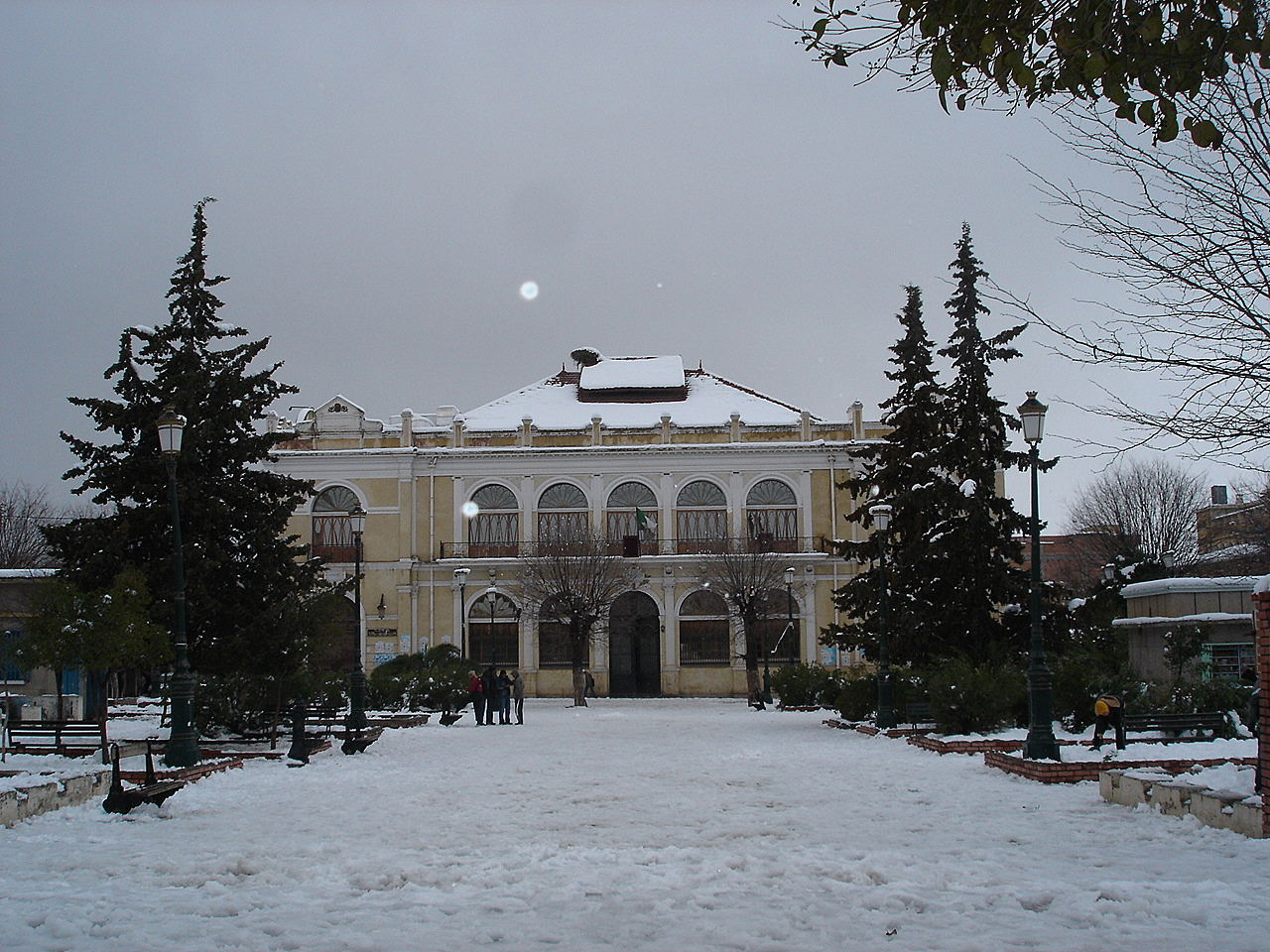
المسرح الجهوي في وسط المديتة.

المجلس الشعبي البلدي للمدينة

فندق شيليا في وسط المدينة

- تكاد منارات هذا المسجد أن تعانق قمة الشلعلع بارتفاعها الشاهق يتمكن الناظر من رؤية جميع أحياء المدينة وضواحيها، ومن شرفاتها ترتفع كلمة الله أكبر تدوّي في أرجاء المدينة فتهتز لها مشاعر المؤمنيين، وتردد صداها الجبال التي احتضنت مجاهدي ثورة نوفمبر الذين جاهدوا واستشهدوا في سبيل العقيدة الإسلامية والوطن، كما يستمد الجامع جماله من قببه ومآذنه الأربع. تعطي الأشكال الهرمية الخضراء التي تعلو أقسام الدراسة صورة عن شجرة الأرز المميزة للغابات الأوراسية. أما القبب الثلاثة التي تعلو المرافق الملحقة بالمسجد فما هي إلا لتزيد إثبات للطابع الإسلامي للجامع.

مطار مصطفى بن بولعيد:
- المطار الدولي لباتنة يبعد عن الولاية بـ 25 كم ويحتل المرتبة 21، سعته تصل إلى 80000 مسافر في العام وفق برنامج 4 رحلات في الأسبوع من وإلى العاصمة و 5 رحلات خارجية. وعدد الرحلات في تزايد مستمر.

جامعة الحاج لخضر:
- تتألف جامعة الحاج لخضر من سبع كليات ومعهد واحد، تتضمن هذه الكليات 38 قسما متوزعة على مختلف مواقع الجامعة. يدرس فيها أكثر من 50000 طالب يقوم بتأطيرهم 1494 أستاذ. ونظراً للعدد المتزايد للطلبة فإن هناك قطب جامعي جديد أنجز في بلدية فسديس على بعد 10 كم من الولاية سنة 2011.

متحف المجاهد:
- يقع المتحف في طريق تازولت، وقد تم تدشينه في سنة 1997 م، ويضم شواهد حية عن ثورة نوفمبر الخالدة والمقاومة الشعبية الباسلة للاستعمار الفرنسي.

المسرح الجهوي:
- تعود نشأة مسرح مدينة باتنة إلى القرن العشرين، والذي تحول إلى مسرح جهوي سنة 1987 م مع تأسيسه لفرقته المحترفة التي فازت بالجائزة الكبرى لمهرجان قرطاج الدولي الذي يقام بتونس.

الفنادق:
- أهمها فندق شيليا 4 نجوم والذي يقع في ممرات بن بولعيد ويتوسط وسط طبيعي خلاب، يحتوي على 71 غرفة ويقدم خدمات متميزة.

سوق الرحبة:
- تقع في وسط المدينة تعتبر أقدم سوق شعبية في باتنة تختص أساسا في بيع التوابل والأعشاب الطبية. وكل لوازم الطبخ الباتني.

## أحياءالمدينة
| - حي وسط المدينة - حي بارك أفوراج - حي بوزوران - حي شيخي - حي بوعقال | - حي الشهداء - حي كشيدة - حي المجاهدين - حي الباطوار (المجزرة) - حي 1200 مسكن | - حي البستان - حي الزمالة - حي 5 جويلية - حي دوار الديس - حي المدينة الجديدة حملة |

## معرض صور

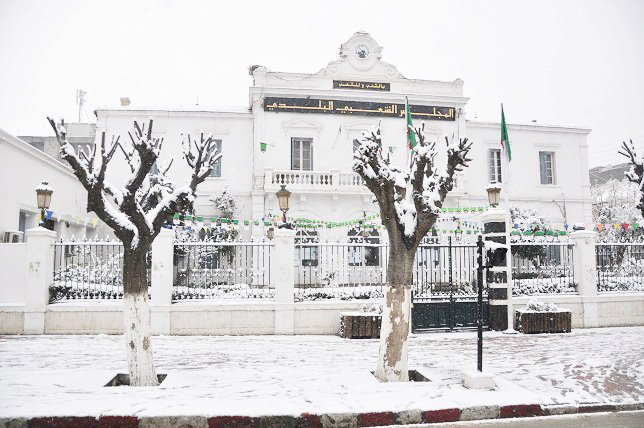
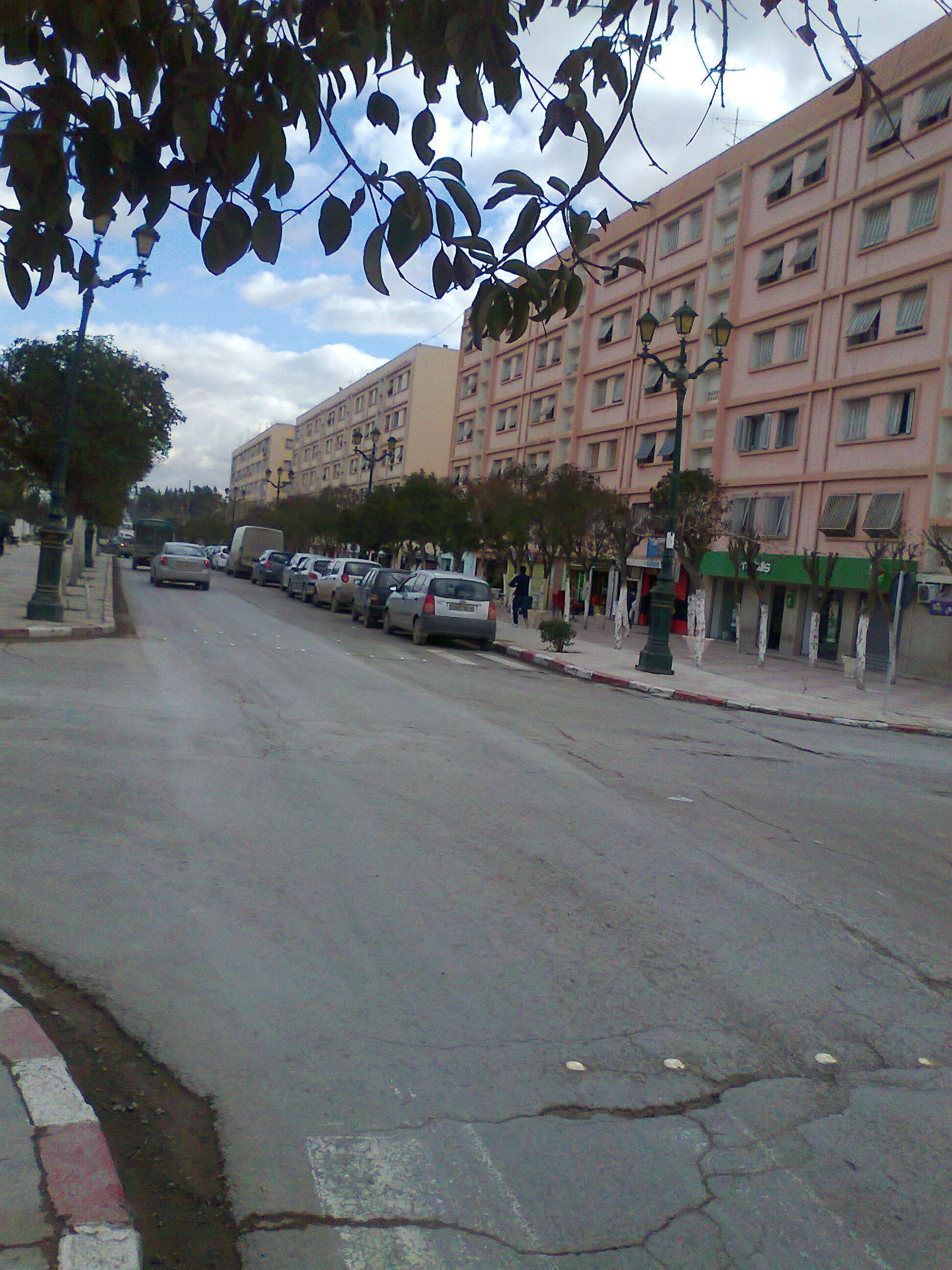
ممرات مصطفى بن بولعيد

## وصلات خارجية
- موقع بلدية باتنة
- موقع باتنة
- إذاعة باتنة الجهوية
- جامعة باتنة
- مديرية التجارة لولاية باتنة

1. ↑   http://citypopulation.de/en/algeria/batna/0501__batna/. اطلع عليه بتاريخ 2020-02-09. {{استشهاد ويب}}: |url= بحاجة لعنوان (مساعدة) والوسيط |title= غير موجود أو فارغ (من ويكي بيانات) (مساعدة)
2. ↑  GeoNames (بالإنجليزية), 2005, QID:Q830106
3. ↑  "Conseiller rapporteur Urbain. Délimitation de la tribu des Ouled Chelih, cercle de Batna. N° 1351. (Séance du 23 janvier 1867)". http://anom.archivesnationales.culture.gouv.fr/osd/?dossier=/collection/INVENTAIRES/Algerie/GGA/F/&first=GGA3F_052/FRANOM25_GGA3F_052_0101&last=GGA3F_052/FRANOM25_GGA3F_052_0103&title=Conseiller+rapporteur+Urbain.+D%C3%A9limitation+de+la+tribu+des+Ouled+Chelih,+cercle+de+Batna.+N%C2%B0+1351.+S%C3%A9ance+du+23+janvier+1867. {{استشهاد ويب}}: الوسيط |مسار= غير موجود أو فارع (مساعدة) وروابط خارجية في |موقع= (مساعدة)